# 띠동갑내기 과외하기
띠동갑내기 과외하기는 대한민국의 MBC에서 제작·방영되었던 텔레비전 예능 프로그램으로 스타들이 한 번은 꼭 배우고 싶었던 가슴 속 로망들을 개인과외를 통해 배우는 프로그램이다. 2014년 9월 8일 추석특집과 9월 12일에 파일럿 프로그램으로 방영되었다가 그 해 10월 17일부터 정규편성되어 방영되었지만 시청률은 부진하였으며 또한 이 프로에 출연한 이태임과 김예원 간의 불화로 인해 녹화가 중단되는 등의 악재가 이어지다가 결국 2015년 4월 2일 종영하였다.

## 출연자
- 최화정
- 김범수
- 홍진영
- 김동준
- 뱀뱀
- 정재형
- 이재훈
- 송가연

### 하차 출연자
- 김성령
- 성시경
- 정준하
- 희철
- 송재호
- 진지희
- 이재용
- 샘 해밍턴
- 손예음
- 양한열
- 이태임

## 방송시간
| 방송 채널 | 방송 기간                                           | 방송 시간                                   | 비고             |
| --------- | --------------------------------------------------- | ------------------------------------------- | ---------------- |
| MBC TV    | 2014년 9월 8일                                      | 월요일 밤 8시 40분 ~ 10시 (80분)            | 파일럿           |
| MBC TV    | 2014년 9월 12일, 2014년 10월 17일 ~ 2015년 1월 23일 | 매주 금요일 밤 10시 ~ 11시 20분 (80분)      | 파일럿/정규 편성 |
| MBC TV    | 2015년 1월 29일 ~ 2015년 4월 2일                    | 매주 목요일 밤 11시 15분 ~ 12시 25분 (80분) | 정규 편성        |

## 일부지역 자체방송
2월 12일까지는 전국방송이지만 2월 26일부터는 자체방송으로 전환됩니다.
다음 지역 방송국 프로그램은 목요일밤 11시 15분에 방송된다.
MBC강원영동 - 특별기획 드라마 태양의 도시(MBC 플러스미디어 제작),전국시대 스페셜

## 시청률
아래의 파란색 숫자는 '최저 시청률'이고, 빨간색 숫자는 '최고 시청률'입니다. 시청률조사회사와 지역별로 시청률에 차이가 있을 수 있습니다.
| 2014년 | 2014년    | 2014년          | 2014년 |
| 회차   | 방송일    | AGB 전국 시청률 |        |
| ------ | --------- | --------------- | ------ |
| 제1회  | 10월 17일 | 3.8%            |        |
| 제2회  | 10월 31일 | 3.4%            |        |
| 제3회  | 11월 14일 | 3.6%            |        |
| 제4회  | 11월 21일 | 3.2%            |        |
| 제5회  | 11월 28일 | 3.6%            |        |
| 제6회  | 12월 5일  | 3.1%            |        |
| 제7회  | 12월 12일 | 2.9%            |        |
| 특집회 | 12월 19일 | 2.7%            |        |
| 제8회  | 12월 26일 | 3.8%            |        |
| 2015년 |           |                 |        |
| 회차   | 방송일    | AGB 전국 시청률 |        |
| 제9회  | 1월 2일   | 3.2%            |        |
| 제10회 | 1월 9일   | 3.9%            |        |
| 제11회 | 1월 16일  | 4.3%            |        |
| 제12회 | 1월 23일  | 2.9%            |        |
| 제13회 | 1월 29일  | 2.2%            |        |
| 제14회 | 2월 5일   | 2.0%            |        |
| 제15회 | 2월 12일  | 2.2%            |        |
| 제16회 | 2월 26일  | 1.7%            |        |
| 제17회 | 3월 5일   | 1.7%            |        |
| 제18회 | 3월 12일  | 1.7%            |        |
| 제19회 | 3월 19일  | 2.0%            |        |
| 제20회 | 3월 26일  | 1.7%            |        |
| 제21회 | 4월 2일   | 1.9%            |        |

## 수상
- 2014년 MBC 방송연예대상 버라이어티 부문 인기상 : 김성령

## 사건/논란
2015년 3월 3일 이 프로그램에 출연중이던 이태임이 건강상의 이유로 프로그램을 하차한다고 밝혔으나 얼마 뒤 이태임이 김예원에게 욕설을 퍼부은 사실이 밝혀짐과 동시에 촬영을 펑크낸 사실이 밝혀지면서 논란이 일어났다. 원인은 김예원이 이태임에게 반말을 한 것으로 인해 갈등이 일어났으며 동영상이 퍼지면서 사건이 터진 것. 당시 이태임은 촬영 중 함께한 할머니에게 자신이 촬영한 영화며 드라마 등이 모두 안 좋은 흥행으로 마무리 되었다고 토로했으며 이에 참고 있었던 화가 폭발하여 반말을 하자 녹화 중 욕설을 퍼부으며 김예원에게 맞섰다. 도중 이태임은 내 마음 반짝반짝에서도 하차 의사를 밝혔으며 3월 5일 김예원에게 공식 사과했다.
결국 이 사건은 이태임과 김예원의 방송활동에 지장을 초래했으며 당시 이 사건은 녹취록이 공개됨과 동시에 기사화가 될 만큼 연예계 핫 이슈가 되었다. 이 사건으로 이미지 타격이 심했던 이태임은 한동안 활동을 중단했다가 그 해 10월 유일랍미로 복귀, 김예원은 이듬해 2월 방송에 복귀하였으며 이후 방송에서 화해했다고 밝혔다.